# 韩世辉
韩世辉，中华人民共和国教育部长江学者特聘教授，北京大学心理学系教授，主要从事社会认知神经科学研究。

## 生平
先后于1988年、1991年、1995年在中国科学技术大学生物系获生物物理学专业学士、硕士、博士学位。
2001年8月起在北京大学心理学系任教。

## 著作
- 《The Sociocultural Brain》
- 《认知神经科学》
- 《Culture and Neural Frames of Cognition and Communication》[2]